# Setor terciário superior
Os Setores terciários superiores ou quartenário são constituídos por um conjunto de serviços habitualmente raros. Geralmente esses serviços são utilizados por uma camada social restrita: atividades bancárias, consultorias de empresas jurídicas intensivas em informação, grandes casas de espetáculos, museus e empresas de pesquisas tecnológicas.
Segundo o autor Jean Labasse, A rede bancária e a rede urbana são equipamentos do setor terciário superior. São chamados assim por haver tecnologias de ponta. 